# 坂戸橋
座標: 北緯35度38分31秒 東経137度56分38.3秒 / 北緯35.64194度 東経137.943972度

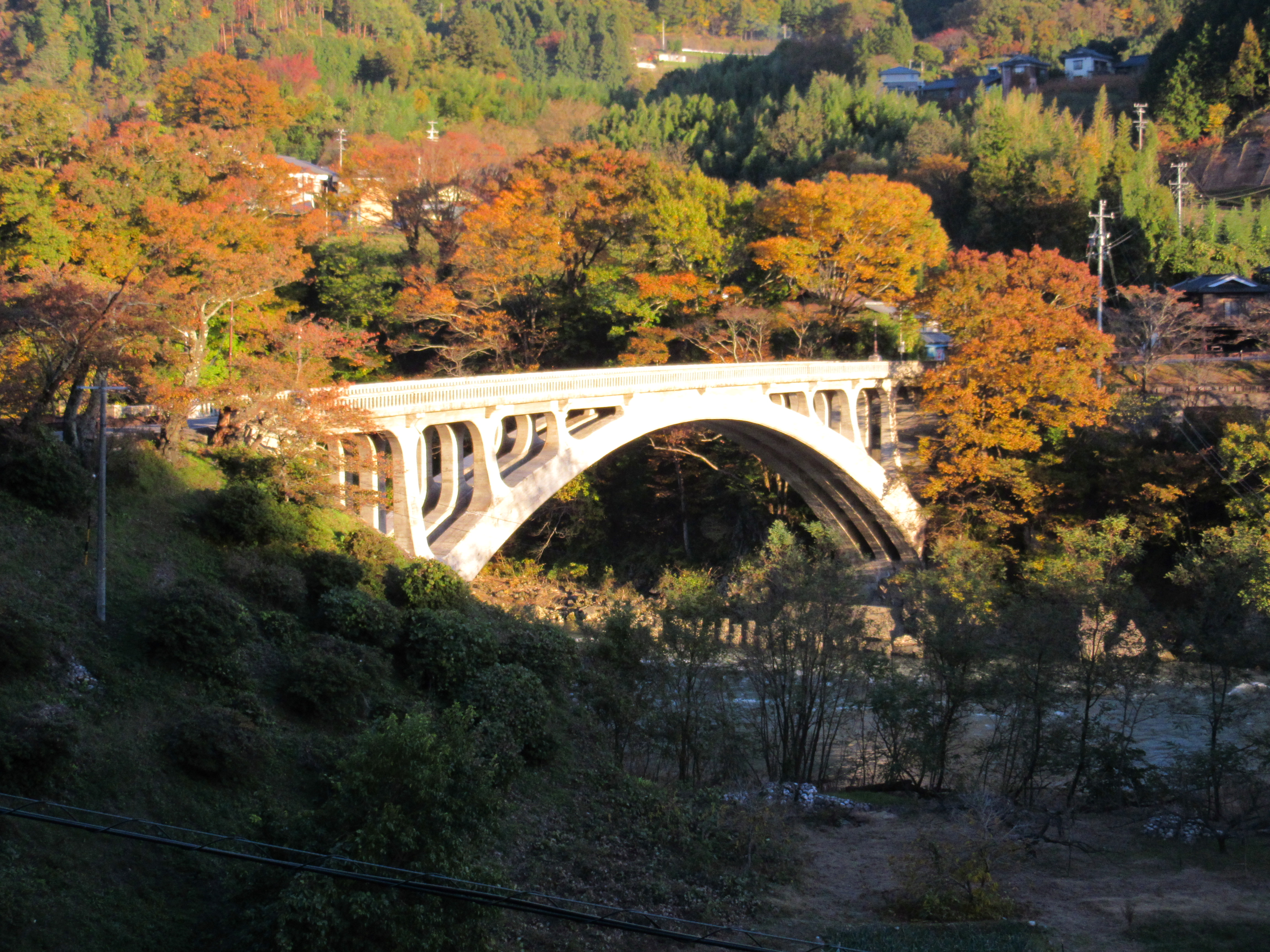
坂戸橋（中川村）

坂戸橋（さかどばし）は、長野県上伊那郡中川村の天竜川に架かる橋（道路橋）で、日本の重要文化財。国道153号と長野県道18号伊那生田飯田線を結ぶ長野県道217号大草坂戸線の基幹を成す。

## 概要
1933年に建設された鉄筋コンクリート製の単アーチ橋で、開腹式上路アーチ橋に分類される。
橋長77.8m、橋高20m、幅員5.5m、スパン70m、アーチライズ12mで、建設当時は国内最大スパンを誇り、1965年（昭和40年）以前に造られた現存する鉄筋コンクリート製単アーチ橋としては現在も日本一の長さを誇る。
もともと渡船場であった坂戸に、通行の利便さ改善のため1887年に橋の建設が始まり、1889年に木製の「坂戸橋」が掛けられたのが始まりである。しかし、この木橋は「あばれ天竜」と呼ばれた天竜川の出水に耐え切れず、二度の流出に遭う。その後、出水対策として、1903年に吊り橋に架け替えられた。当時は1920年まで橋銭（通行料）を徴収して経営していた有料橋であったが、村人たちが寄付金を出し合って村が橋を買い取り、上伊那郡へ寄贈されて郡道となり無料開放された。その後、1923年には長野県道に格上げされた。しかし、創建当時の架橋技術に伴う維持管理の大変さや通行の危険さからコンクリート造りの永久橋への架け替え要望が高まり、1932年に長野県直営公共事業として架け替え工事が着工、矢作水力の資金協力を得て、1933年に現在の橋が完成した。建設当時はその長さが話題となり、当時の新聞は「東洋一の坂戸橋」と報道した。
太平洋戦争中は資源不足に伴う金属供出により、設置されていた親柱と街路灯が切り取られてしまい長らくそのままとなっていたが、1991年に地元地区有志の寄付により親柱と街路灯がほぼ創建当時のデザインで約50年ぶりに復元された。
橋の完成後は地域の人々により周辺の環境整備が進められ、桜やツツジが植えられた。その後官民一体の協力整備により、現在は満開の桜が橋詰をトンネルのように覆う桜の名所として知られているほか、坂戸橋の上下流一帯は「坂戸峡（さかどきょう）」と呼ばれる景勝地にもなっており、この名称は隣接する国道153号との交差点の信号名称にも採用されている。
昭和初期に建設された橋であるため、歩道が無く、道幅も狭い。歩行者に注意が必要なうえ、大型車のすれ違いは困難なため渡橋前に待機し譲り合うことも必要である。また橋詰左岸側は民家数軒が建つ急カーブ、右岸側は上り坂ですぐに信号機となっているので通行時の注意が必要である。
2010年1月15日、国土の歴史的景観に寄与しているとして国の登録有形文化財に登録された。登録当時は長野県が管理する道路橋3,825橋の中で唯一の登録有形文化財であった。また、信濃の橋百選にも選定された。
2011年4月には地元企業により右岸川上流部の国道153号沿いに坂戸公園が整備された。
2020年12月23日、国の重要文化財に指定された。この指定により、2010年の登録有形文化財としての登録は抹消されている。

## 歴史
平成9年3月に伊那建設事務所が設置した現地碑文より。
- 1887年（明治20年） - 「坂戸橋」着工。
- 1889年（明治22年） - 木橋「坂戸橋」完成。その後、洪水により二度流出。
- 1903年（明治36年） - 出水対策として、吊り橋「坂戸橋」完成。
- 1911年（明治44年） - 大規模改修工事を実施。
- 1919年（大正8年）  - 村民の寄付金により中川村が買い上げ、上伊那郡へ無償提供。郡道へ編入。
- 1920年（大正9年）  - 橋銭の徴収を終了し無料開放。
- 1923年（大正12年） - 長野県道に格上げ。
- 1929年（昭和4年）  - 地元県議により、県知事へ架け替えの請願を提出。
- 1931年（昭和6年）  - 長野県議会で架け替え承認。
- 1932年（昭和7年）  - 長野県直営公共事業として架け替え工事着工。
- 1933年（昭和8年）  - 鉄筋コンクリート製単アーチ橋「坂戸橋」完成。
- ＜太平洋戦争中＞   - 戦時金属供出により、親柱と街路灯を切除。
- 1991年（平成3年）  - 地元北組地区有志の寄付により、親柱と街路灯を復元。合わせて補修工事に伴う調査を実施。
- 1992年（平成4年）  - 補修工事に着手。
- 1994年（平成6年）  - 補修工事を完了。
- 2010年（平成22年） - 国の登録有形文化財に登録。
- 2011年（平成23年） - 一帯を「坂戸公園」として整備。
- 2020年（令和2年）  - 国の重要文化財に指定[8][9]。（登録有形文化財から登録抹消[10]）

## 諸元
- 所在地：長野県上伊那郡中川村大草北組〜同村片桐坂戸
- 河川：天竜川
- 形式：鉄筋コンクリート造単アーチ橋（開腹式上路アーチ）
- 橋長：77.8m
- 橋幅：5.5m
- 径間（アーチ幅,スパン,支間長）：70m
- 拱矢（アーチ高,アーチライズ）：12m
- 竣工：昭和8年（1933年）
- 文化財指定等：国の重要文化財

## 周辺施設
- 坂戸公園

2011年に坂戸橋一帯を公園として再整備したもの。
- 天竜石油

右岸側の国道153号沿い坂戸峡信号交差点付近で昭和41年から経営する給油所。付近の飯島町にある消防署の車両が給油に利用している。
- 坂戸旅館

左岸側の坂戸橋のたもとで営業していた老舗旅館。鮎釣り客などに親しまれたが、客足の減少と経営者の高齢化で廃業し、そのまま民家となっている。
- 養命酒発祥の地

養命酒製造が操業した旧本社（第一工場）の跡地。現在は蔵を改装した資料館一棟（未開放）と当時の碑石のみが現存している。

## 画像

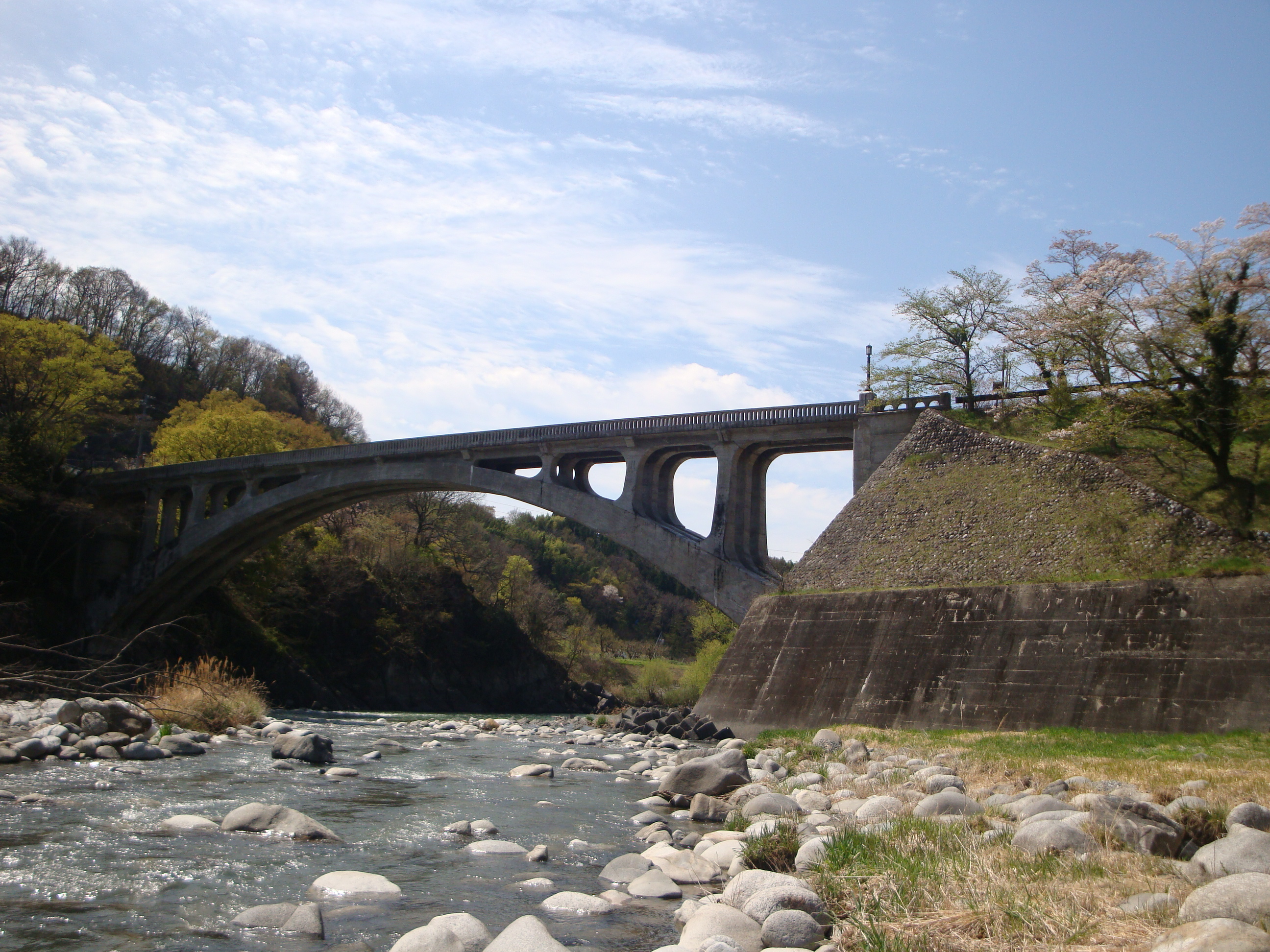
坂戸橋　上流側より
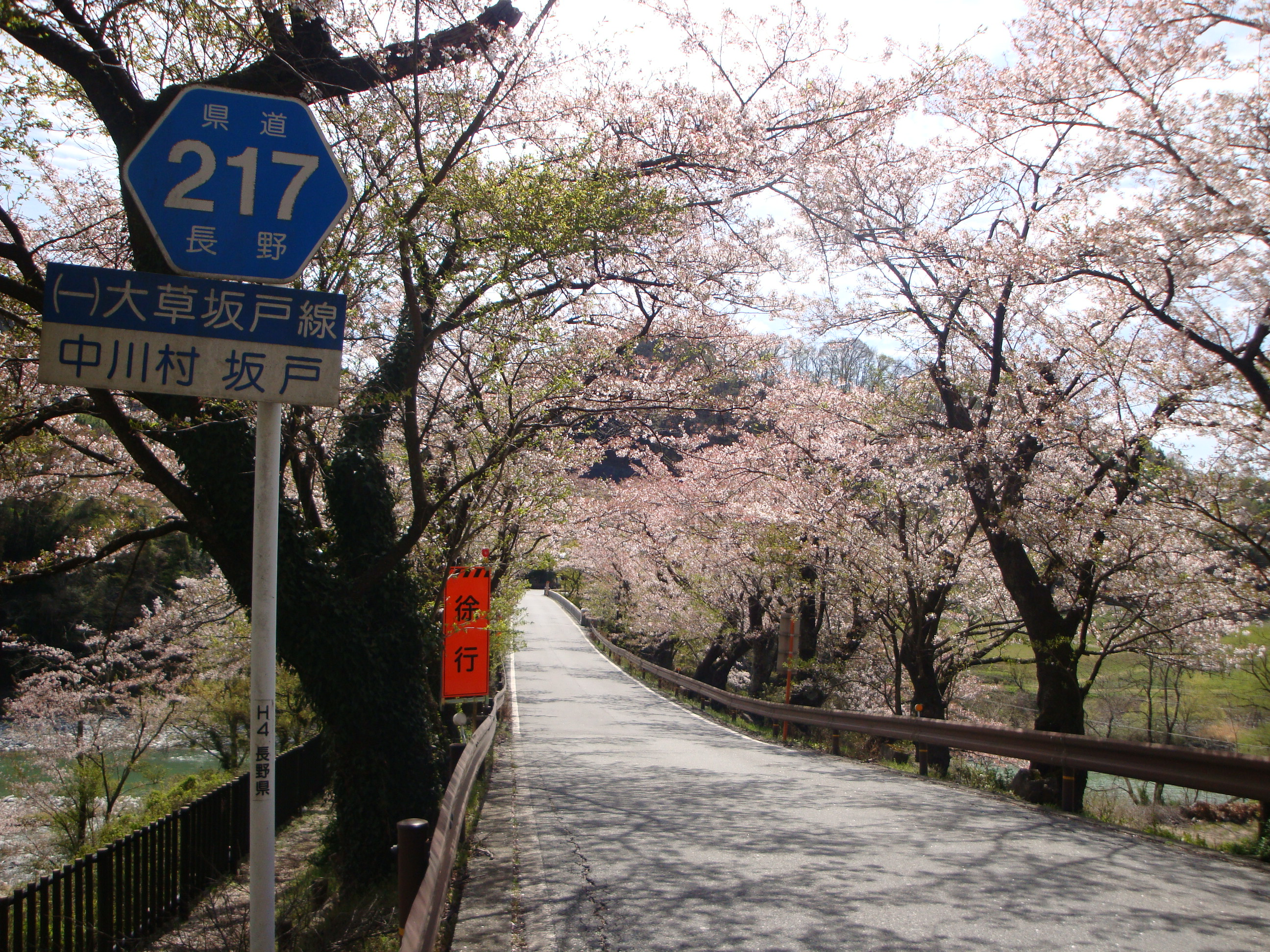
坂戸橋に向かう桜のトンネル
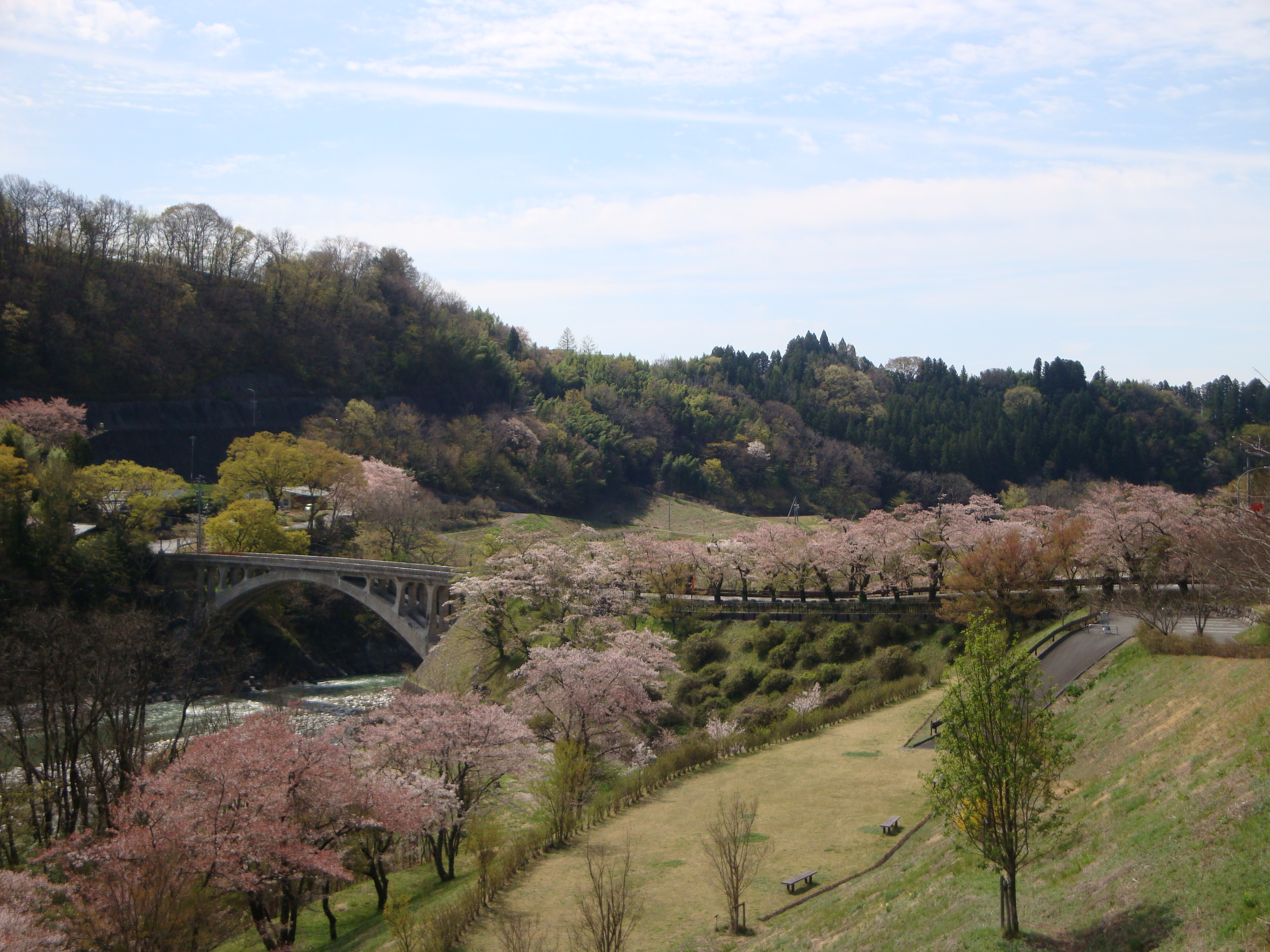
坂戸橋近辺の桜